# Christian Neureuther (Skirennläufer)
Christian Neureuther (* 28. April 1949 in Garmisch-Partenkirchen) ist ein ehemaliger deutscher Skirennläufer. Er war auf den Slalom spezialisiert und gewann in dieser Disziplin sechs Weltcuprennen.

## Biografie
Neureuther, Sohn eines Arztes und Urenkel des bayerischen Generalmajors Carl Neureuther (1838–1921) sowie des bayerischen Obristen Maximilian Schlagintweit (1849–1935), begann nach seinem Schulabschluss ein Medizinstudium. Dieses gab er jedoch aufgrund der vielen Unterbrechungen durch das Skifahren sehr bald auf. 1968 machte er als 18-Jähriger erstmals durch sportliche Erfolge Schlagzeilen, mit dem vierten Platz im Abfahrtslauf bei den Deutschen Meisterschaften. Ein Jahr später errang er im Riesenslalom seinen ersten von insgesamt zwölf Meistertiteln. Im Slalom gewann er zwischen 1974 und 1978 fünfmal in Serie.
Im Winter 1969/70 nahm Neureuther erstmals am Skiweltcup teil und schaffte bereits am 11. Dezember 1969 im Riesenslalom von Val-d’Isère seine erste Top-Ten-Platzierung. Als größte Nachwuchshoffnung des Deutschen Skiverbandes kam er in der darauf folgenden Zeit mit dem Druck, gewinnen zu müssen, nicht zurecht. In aussichtsreichen Rennen stürzte er immer öfter und kam daher zu seinem bekannten Spitznamen „Sturzreuther“. Sein erstes Podestergebnis folgte am 30. Januar 1971 beim Slalom in Mégève mit Rang drei.
Nach einer erfolglosen Olympiasaison stieß Neureuther im Winter 1972/73 in die Weltspitze vor. In einem der schwersten Slaloms im gesamten Weltcupprogramm, dem Lauberhornslalom von Wengen, fuhr er am 14. Januar 1973 zum ersten Weltcupsieg. Eine Woche später stand er erneut zuoberst am Podest, als er am 21. Januar in Megève siegte. Ende der Saison belegte er im Gesamtweltcup den vierten Platz.
Recht gut waren seine Slalomergebnisse im Januar 1974, so dass die Erwartungen für St. Moritz dementsprechend zuversichtlich waren. Doch war er unmittelbar vor dem Ereignis wegen einer Grippe eine Woche bettlägerig gewesen, hatte sich auch noch drei Tage vor dem Rennen (7. Februar) bei den Slalomtrainings am Unterarm (Sehnenzerrung) verletzt; laut Süddeutscher Zeitung „sei aber in einem Kapselriss am rechten Daumengelenk, erlitten vor drei Wochen in Morzine (allerdings nicht im Rennen), die Wurzel des Versagens zu suchen.“ Enttäuschend für ihn war der fünfte Platz bei den Olympischen Spielen 1976.
Die Saison 1979/80 verlief recht erfolgreich, obwohl er bei den Olympischen Winterspielen 1980 ebenfalls keine Medaille erringen konnte. Damals mittlerweile 30 Jahre alt, erreichte er nochmals den dritten Rang in der Slalom-Weltcupwertung. Am Ende dieser Saison erklärte Neureuther den Rücktritt vom aktiven Sport. Allerdings kam es zu einem kurzen Comeback, als er am 10. Januar 1981 beim Slalom in Garmisch-Partenkirchen antrat und den sechsten Rang belegte. Seinen endgültigen Entschluss zum Karriere-Ende gab er am 19. Januar 1981 bekannt. Eine so genannte „B-Lizenz“ – also eine Art „Profi“, wie es in weiterer Folge bei Ingemar Stenmark oder Hanni Wenzel der Fall war – zu lösen, lehnte er ab. Neureuther gilt als erster Skisportler, der seine Ski bei Fernsehinterviews derartig neben sich aufstellte, dass der Name des Herstellers von den Zuschauern zu sehen war.
Christian Neureuther war von 1980 bis 1986 Mitglied der Jury in der Fernsehsendung Dalli Dalli, wo er den Platz von Ekkehard Fritschs Nachfolger Georg Lohmeier einnahm. 1985 übernahm er gemeinsam mit seiner Ehefrau Rosi Mittermaier Anteile am Skihersteller Erbacher, das Paar besaß 50 Prozent des Unternehmens. Er war bis zum Ende der Olympischen Winterspiele 1992 Sprecher der deutschen Olympiamannschaft, äußerte kurz vor dem Ende seiner Amtszeit deutliche Kritik am Internationalen Olympischen Komitee und dessen Vorsitzenden Juan Antonio Samaranch. Neureuther sagte, alles bei Olympia werde vom „Kampf ums Geld“ bestimmt, Samaranch mache für Geld alles. Ferner kritisierte Neureuther, die olympische Idee gehe zugrunde. Er ist als Ski-Alpin-Experte seit den Olympischen Winterspielen von Nagano als Co-Moderator für die ARD tätig.
Vom 7. Juni 1980 bis zu deren Tod am 4. Januar 2023 war er mit der Skirennläuferin Rosi Mittermaier verheiratet. Die beiden trafen sich das erste Mal schon als Teenager bei einem Jugendskirennen. Aus der Verbindung gingen die Tochter Ameli Neureuther und der Sohn Felix Neureuther hervor.
Christian Neureuthers Ururgroßvater ist der Maler Ludwig Neureuther. Sein Urgroßvater ist der Maler Eugen Napoleon Neureuther, nach dessen Bruder Gottfried von Neureuther in der Münchner Maxvorstadt die Neureutherstraße benannt ist.
Neureuther beobachtet die Zukunft des Skisports angesichts der Auswirkungen der Klimakrise mit Sorge; so sagte er: „Die Entwicklung ist wirklich dramatisch und beängstigend“. Wo sein Urgroßvater früher noch die Alpen vermessen habe, sei heute vielfach gar kein Schnee mehr zu finden.

## Auszeichnungen
- 2007 wurde ihm der Bayerische Sportpreis in der Kategorie „Hochleistungssportler Plus“ verliehen.
- Die Stiftung Deutsche Sporthilfe zeichnete ihn 2017 mit der Goldenen Sportpyramide für sein Lebenswerk aus.
- Am 22. Juni 2019 wurde ihm zusammen mit seiner Ehefrau Rosi Mittermaier die Ehrenbürgerwürde seiner Heimatgemeinde Garmisch-Partenkirchen verliehen.[13]
- Bayerischer Verdienstorden: 2022[14]
- 2022: Bayerischer Botschafter des Sports[15]

## Erfolge

### Olympische Spiele
- Sapporo 1972: 11. Slalom
- Innsbruck 1976: 5. Slalom, 30. Riesenslalom
- Lake Placid 1980: 5. Slalom

### Weltmeisterschaften
- Garmisch-Partenkirchen 1978: 6. Slalom
- Val Gardena/Gröden 1970: 17. Riesenslalom; 34. Abfahrt.

### Weltcupwertungen
- Saison 1970/71: 8. Gesamtwertung, 6. Slalomwertung, 8. Riesenslalomwertung
- Saison 1972/73: 4. Gesamtwertung, 2. Slalomwertung
- Saison 1973/74: 9. Gesamtwertung, 2. Slalomwertung
- Saison 1974/75: 7. Slalomwertung
- Saison 1975/76: 6. Slalomwertung
- Saison 1976/77: 9. Slalomwertung
- Saison 1978/79: 3. Slalomwertung
- Saison 1979/80: 3. Slalomwertung

### Weltcupsiege
Neureuther errang insgesamt 20 Podestplätze, davon 6 Siege
| Datum           | Ort                    | Land        | Disziplin |
| --------------- | ---------------------- | ----------- | --------- |
| 14. Januar 1973 | Wengen                 | Schweiz     | Slalom    |
| 21. Januar 1973 | Megève                 | Frankreich  | Slalom    |
| 5. Januar 1974  | Garmisch-Partenkirchen | Deutschland | Slalom    |
| 20. Januar 1974 | Wengen                 | Schweiz     | Slalom    |
| 9. Januar 1979  | Crans-Montana          | Schweiz     | Slalom    |
| 21. Januar 1979 | Kitzbühel              | Österreich  | Slalom    |

Außerdem kam er auf 33 weitere Platzierungen in den ersten Zehn (davon 27 im Slalom).

### Sonstiges
- 12 deutsche Meistertitel:
  - Riesenslalom: 1969, 1970, 1973, 1975
  - Slalom: 1971, 1972, 1974, 1975, 1976, 1977, 1978
  - Kombination: 1970

## Bücher
- mit Rosi Mittermaier: Unser Skibuch. Musik-Verlag 1983, ISBN 978-3-570-00735-8
- mit Rosi Mittermaier und Andreas Wilhelm: Nordic-Walking-Praxisbuch: leichter Einstieg in 7 Schritten mit der Nordic-ALFA-Technik ; für jeden geeignet – rundum gesund. 2006, ISBN 978-3-426-64341-9
- mit Rosi Mittermaier und Bernd Wohlfahrt: Die Heilkraft des Sports: mit Spaß und Freude mehr Gesundheit. Nymphenburger 2008, ISBN 978-3-485-01130-3
- mit Rosi Mittermaier: Sicher durch den Skiwinter. Nymphenburger, 2009, ISBN 978-3-485-01189-1
- mit Rosi Mittermaier: Die schönsten Schneeschuhtouren: Bayern, Tirol, Salzburger Land. Belser Reich 2012, ISBN 978-3-7243-1043-3
- mit Rosi Mittermaier: Mit Rosi und Christian in Südtirol: kulinarische Begegnungen. Edition Raetia 2016, ISBN 978-88-7283-555-5

## Dokumentation
- Rosi Mittermaier & Christian Neureuther – Ein „Vorzeigepaar“?, Lebenslinien, Bayerischer Rundfunk, 2018[16]